# Kanton Ardentes
Ardentes is een kanton van het Franse departement Indre. Het kanton maakt deel uit van de arrondissementen Châteauroux (9) en Issoudun (3).

## Gemeenten
Het kanton Ardentes omvatte tot 2014 de volgende gemeenten:
- Ardentes (hoofdplaats)
- Arthon
- Buxières-d'Aillac
- Diors
- Étrechet
- Jeu-les-Bois
- Luant
- Mâron
- La Pérouille
- Le Poinçonnet
- Sassierges-Saint-Germain
- Velles

Na de herindeling van de kantons bij decreet van 18 februari 2014 met uitwerking op 22 maart 2015 omvat het volgende gemeenten : 
- Ambrault
- Ardentes (hoofdplaats)
- Arthon
- Diors
- Étrechet
- Jeu-les-Bois
- Mâron
- Montierchaume
- Le Poinçonnet
- Sainte-Fauste
- Sassierges-Saint-Germain
- Vouillon